# Des Juifs et de leurs mensonges

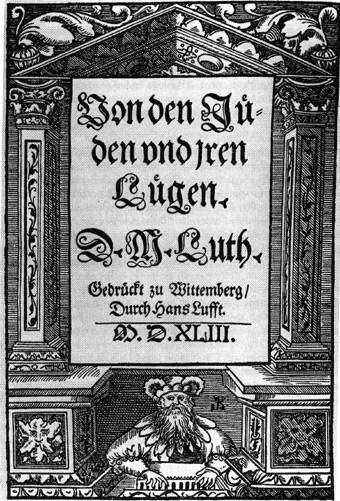
Page de garde de l'ouvrage Des Juifs et de leurs mensonges de Martin Luther. Wittenburg, 1543.

Des Juifs et de leurs mensonges, ou encore Les Juifs et leurs mensonges (en vieil allemand : Von den Jüden und iren Lügen et en allemand moderne : Von den Juden und ihren Lügen), est un traité de 65 000 mots écrit en 1543, trois ans avant sa mort, par Martin Luther, moine allemand et l'un des fondateurs du protestantisme (luthéranisme).
Une question majeure chez les savants,, depuis la Seconde Guerre mondiale est de savoir si le traité a exercé une influence décisive et persistante sur l'attitude de l'Allemagne envers ses citoyens juifs dans les siècles entre la Réforme et la Shoah. Quatre cents ans après sa parution, les nazis  affichent Von den Jüden und iren Lügen lors des manifestations de Nuremberg, et la ville de Nuremberg présente la première édition à Julius Streicher, éditeur du journal nazi Der Stürmer, le journal le décrivant comme le pamphlet antisémite le plus radical jamais publié. Opposé à la majorité des points de vue, le théologien Johannes Wallmann écrit que le traité n'a pas eu une influence permanente en Allemagne, et qu'il était en fait relativement ignoré durant les XVIIe et XVIIIe siècles. Hans Hillerbrand argumente que la focalisation sur le rôle de Luther dans le développement de l'antisémitisme allemand sert à sous-estimer les « importantes particularités de l'histoire allemande ».
Depuis les années 1980, quelques Églises luthériennes ont officiellement dénoncé les écrits de Luther sur les Juifs. En novembre 1998, lors du soixantième anniversaire de la Nuit de Cristal, l'Église luthérienne de Bavière a publié une déclaration disant qu'il est « impératif pour l'Église luthérienne, qui sait être redevable du travail et de la tradition de Martin Luther, de prendre au sérieux aussi ses déclarations antisémites, de reconnaître leurs fonctions théologiques et de réfléchir à leurs conséquences. En revanche, elle doit prendre ses distances vis-à-vis de toute expression d'antijudaïsme dans la théologie luthérienne ».

## Évolution de l'attitude de Luther envers les Juifs
L'attitude de Luther envers les Juifs a varié durant sa vie. Dans la première période, jusqu'à environ 1536, il exprime de l'intérêt pour leur situation et est enthousiaste à la perspective de les convertir au christianisme. Ultérieurement, il les dénonce et recommande de sévères persécutions, et même leur mort.
Par ailleurs, Michael Berenbaum écrit que la confiance de Luther en la Bible comme seule source d'autorité chrétienne alimente aussi sa furie contre les Juifs en raison de leur rejet du Christ comme Messie. Pour Luther, le salut dépend de la croyance en Jésus comme Fils de Dieu, une croyance que les adhérents au judaïsme ne partagent pas. Au début de sa vie, Luther soutient que les Juifs ont été empêchés de se convertir au christianisme par la proclamation de ce qu'il pense être un évangile impur des chrétiens, et il pense qu'ils répondront favorablement au message évangélique si celui-ci leur est présenté correctement. Il exprime son intérêt pour les pauvres conditions dans lesquelles ils sont forcés de vivre, et insiste sur le fait que quiconque conteste que Jésus soit né Juif commet une hérésie.

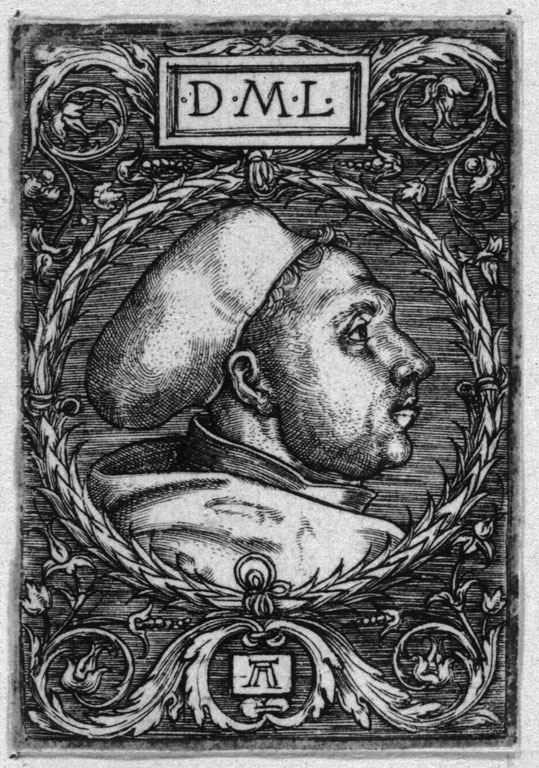
Portrait de Luther par Albrecht Altdorfer.

Le premier commentaire connu de Luther sur les Juifs se trouve dans une lettre adressée au révérend Spalatin en 1514 :

« La conversion des Juifs sera l'œuvre de Dieu seul, travaillant de l'intérieur, et non le travail de l'homme travaillant, ou plutôt jouant, de l'extérieur. Si ces offenses étaient supprimées, le pire s'ensuivrait. Car ils sont tellement voués par le courroux de Dieu à la réprobation qu'ils pourraient devenir incorrigibles, car comme dit l'Ecclésiaste, quiconque est incorrigible est rendu pire plutôt que meilleur par une correction. »

Graham Noble écrit que Luther désire sauver les Juifs, selon ses propres termes, et non les exterminer, mais sous son apparent caractère raisonnable à leur égard, il y a une « intolérance mordante » qui conduit à des « demandes toujours plus furieuses pour leur conversion à sa propre branche de la chrétienté » (Noble, 1-2). Quand il échoue à les convertir, il se tourne contre eux.
En 1519, Luther récuse la doctrine Servitus Judaeorum (Servitude des Juifs), établie dans le Corpus Juris Civilis par Justinien Ier en 529. Il écrit : « Des théologiens absurdes défendent la haine des Juifs… Quel Juif pourrait consentir d'entrer dans nos rangs quand il voit la cruauté et l'hostilité que nous manifestons à leur égard et que dans notre comportement envers eux nous ressemblons moins à des chrétiens qu'à des bêtes ? »
Dans son commentaire sur le Magnificat, Luther critique l'accent que le judaïsme met sur le Pentateuque. Il déclare qu'ils « s'accrochent de toutes leurs forces à leur loi, et refusent de voir en elle la raison de leur état d'indigence et de damnation ». Cependant, il conclut que la grâce de Dieu continuera pour les Juifs en tant que descendants d'Abraham pendant tout le temps, car ils peuvent toujours devenir chrétiens« Nous ne devons pas […] traiter les Juifs aussi méchamment, car il y a de futurs chrétiens parmi eux. »
Dans son essai de 1523 Que Jésus-Christ est né juif, Luther condamne le traitement inhumain des Juifs et presse les chrétiens de les traiter avec bienveillance. Le désir fervent de Luther est que les Juifs entendront l'Évangile exprimé clairement et seront poussés à se convertir au christianisme. Ainsi il soutient :
« Si j'avais été un Juif, et avais vu de tels balourds et de tels crétins gouverner et professer la foi chrétienne, je serais plutôt devenu un cochon qu'un chrétien. Ils se sont conduits avec les Juifs comme s'ils étaient des chiens et non des êtres vivants ; ils n'ont fait guère plus que de les bafouer et saisir leurs biens. Quand ils les baptisent, ils ne leur montrent rien de la doctrine et de la vie chrétiennes, mais ne les soumettent qu'à des papisteries et des moineries […] Si les apôtres, qui aussi étaient juifs, s'étaient comportés avec nous, Gentils, comme nous Gentils nous nous comportons avec les Juifs, il n'y aurait eu aucun chrétien parmi les Gentils… Quand nous sommes enclins à nous vanter de notre situation de chrétiens, nous devons nous souvenir que nous ne sommes que des Gentils, alors que les Juifs sont de la lignée du Christ. Nous sommes des étrangers et de la famille par alliance ; ils sont de la famille par le sang, des cousins et des frères de notre Seigneur. En conséquence, si on doit se vanter de la chair et du sang, les Juifs sont actuellement plus près du Christ que nous-mêmes… Si nous voulons réellement  les aider, nous devons être guidés dans notre approche vers eux  non par la loi papale, mais par la loi de l'amour chrétien. Nous devons les recevoir cordialement et leur permettre de commercer et de travailler avec nous, de façon qu'ils aient l'occasion et l'opportunité de s'associer à nous, d'apprendre notre enseignement chrétien et d'être témoins de notre vie chrétienne. Si certains d'entre eux se comportent de façon entêtée, où est le problème ? Après tout, nous-mêmes, nous ne sommes pas tous de bons chrétiens. »
En août 1536, le prince électeur Jean Frédéric de Saxe et protecteur de Luther, publie un décret interdisant aux Juifs d'habiter, de faire du commerce ou de passer par ses États.
Un shtadlan (intercesseur auprès des autorités pour la communauté juive) alsacien, le rabbin Josel de Rosheim, demande au chancelier réformé de Strasbourg, Wolfgang Capito, d'entrer en contact avec Luther afin d'obtenir une audience auprès du prince, mais Luther refuse toute intercession.
En réponse à Josel, Luther mentionne ses tentatives infructueuses pour convertir les Juifs : « […] J'aimerais bien faire de mon mieux pour votre peuple, mais je ne veux pas contribuer à votre obstination juive par mes bonnes actions. Vous devez trouver un autre intermédiaire pour mon bon seigneur » Heiko Oberman note que cet événement est significatif dans l'attitude de Luther avec les Juifs : « Encore aujourd'hui, ce refus est souvent considéré comme le point de départ décisif du changement dans la position de Luther, de l'amitié à l'hostilité envers les Juifs. »
L'écrivain Paul Johnson remarque que « Luther ne se contentait pas d'injures verbales. Avant même d'écrire son pamphlet antisémite, il avait réussi à faire chasser les Juifs de Saxe en 1537, et dans les années 1540 de nombreuses villes allemandes ; il avait aussi essayé, mais sans succès, de les faire expulser par l'électeur de Brandebourg en 1543. »

## Des Juifs et de leurs mensonges
Dans Des Juifs et de leurs mensonges, Luther recommande que les Juifs soient privés d'argent, de droits civils, d'enseignement religieux et d'éducation, et qu'on les force à travailler la terre, ou bien qu'on les expulse d'Allemagne et éventuellement qu'on les tue.
« Je m'étais résolu à ne plus écrire sur les Juifs ni contre eux. Mais comme j'ai appris que ces gens misérables et maudits n'arrêtent pas de nous leurrer, nous les chrétiens, j'ai publié ce petit livre, de façon que je puisse me trouver parmi ceux qui s'opposent à leurs activités empoisonnées et pour mettre les chrétiens en garde contre eux. »
Luther déclare dans ses remarques préliminaires qu'il a écrit en réponse à un pamphlet, inconnu des historiens, écrit par un ou des Juifs non identifiés, que lui a fait parvenir le comte Wolfgang Schlick de Falkenau :
« Cher monsieur et bon ami, j'ai reçu un traité dans lequel un Juif s'engage dans un dialogue avec un Chrétien. Il ose pervertir les passages des Écritures saintes que nous citons en témoignage de notre foi, concernant notre Seigneur Jésus Christ et sa mère Marie, et les interpréter de façon tout à fait différente. Avec ces arguments, il pense qu'il peut détruire la base de notre foi. »
Il mentionne les Juifs comme « une portée de vipères et enfants du diable » (de Matthieu 12:34), « misérables, aveugles et stupides », « des imbéciles vraiment stupides », « des voleurs et des larrons », « des fripons paresseux », « des meurtriers permanents », et « de la vermine » et les apparente à de la « gangrène ». Puis il continue en recommandant que les synagogues et les écoles juives soient brûlées, leurs maisons rasées, leurs écrits confisqués, leurs rabbins interdits d'exercer, leurs déplacements restreints, qu'ils aient l'interdiction de prêter de l'argent et qu'ils soient obligés de gagner leur vie en cultivant la terre. Luther conseille : « Si nous voulons laver nos mains du blasphème des Juifs et non participer à leurs affaires coupables, nous devons nous séparer d'eux. Ils doivent être expulsés de notre pays » et « nous devons les chasser comme des chiens enragés ».
Et pour conclure, il note :

« Il n'y a pas d'autre explication pour ceci que celle de Moïse citée précédemment, à savoir, que Dieu a frappé les Juifs de « folie, de cécité et de confusion d'esprit ». Aussi nous sommes nous-mêmes coupables si nous ne vengeons pas tout ce sang innocent de notre Seigneur et des chrétiens qu'ils ont répandu pendant les trois cents ans après la destruction de Jérusalem, et le sang des enfants qu'ils ont répandu depuis lors (qui brille encore de leurs yeux et de leur peau). Nous sommes fautifs de ne pas les tuer. Au contraire, nous leur permettons de vivre librement dans notre milieu, en dépit de tous leurs meurtres, leurs imprécations, leurs blasphèmes, leurs mensonges et diffamations; nous protégeons et défendons leurs synagogues, leurs maisons, leurs vies et leurs biens. De cette façon, nous les rendons paresseux et tranquilles et nous les encourageons à nous plumer hardiment de notre argent et de nos biens, ainsi qu'à se moquer et à se railler de nous, avec comme but de nous vaincre, de nous tuer pour un tel péché et de prendre tous nos biens (comme ils le prient et souhaitent tous les jours). Maintenant, dites-moi s'ils n'ont pas toutes les raisons d'être les ennemis de nous, les maudits Goyim, et de nous maudire et de faire tout leur possible pour obtenir notre ruine finale, complète et éternelle ! »

— Martin Luther, Von den Jüden und iren Lügen.

### Citations
Dans son traité, Luther écrit que les Juifs sont un . Quant à la synagogue, c'est une « putain incorrigible et une souillure du diable... ». On ne doit montrer à leur égard aucune pitié ni aucune bonté, ne leur procurer aucune protection légale, et ces « vers venimeux  et vénéneux » doivent être punis de travaux forcés ou expulsés une fois pour toutes. Il semble aussi recommander leur meurtre et  écrit : « Nous sommes fautifs de ne pas les tuer ».

### Plan d'action
Luther recommande un plan en huit points pour se débarrasser des Juifs, soit par leur conversion, soit par leur expulsion.  
1. « Tout d'abord, mettre le feu à leurs synagogues ou écoles et enterrer ou couvrir de saleté tout ce qui ne brûlera pas, de façon que personne ne puisse jamais revoir une de leurs pierres ou leur cendre… »
2. « En second, je conseille que leurs maisons soient rasées et détruites. »
3. « En trois, je conseille que tous leurs livres de prières et écrits talmudiques, qui servent à apprendre une telle idolâtrie, leurs mensonges, leurs malédictions et leurs blasphèmes, leur soient retirés… »
4. « En quatre, je conseille que leurs rabbins aient l'interdiction d'enseigner sous peine de perdre la vie... »
5. « En cinq, je conseille que les sauf-conduits sur les grands chemins soient abolis complètement pour les Juifs... »
6. « En six, je conseille que l'usure leur soit interdite, et que toutes les liquidités et trésors d'or et d'argent leur soient confisqués…de tel argent ne doit pas être utilisé…de la [manière] suivante… Si un Juif se convertit sincèrement, on doit lui remettre [une certaine somme]... »
7. « En sept, je recommande que l'on mette un fléau, une hache, une houe, une pelle, une quenouille ou un fuseau entre les mains des jeunes et forts Juifs ou Juives et qu'on les laisse gagner leur pain à la sueur de leur front. Car ce n'est pas juste qu'ils doivent nous laisser trimer à la sueur de nos faces, nous les damnés Goyim, tandis qu'eux, le peuple élu, passent leur temps à fainéanter devant leur poêle, faisant bombance et pétant, et en plus de tout cela, faisant des fanfaronnades blasphématoires de leur seigneurie contre les chrétiens, à l'aide de notre sueur. Non, nous devons expulser ces fripons paresseux par le fond de leur pantalon. »
8. « Si nous voulons laver nos mains du blasphème des Juifs et ne pas partager leur culpabilité, nous devons nous séparer d'eux. Ils doivent être conduits hors de notre pays » et « nous devons les conduire comme des chiens enragés[29]. »

Argumentations et accusations de Luther : son premier argument est que toutes les races sont égales, donc les Juifs ne doivent pas se vanter de leur lignée.
- « Il n'y a aucune différence en ce qui concerne la naissance ou la chair ou le sang, comme la raison nous le dit. En conséquence « ni les Juifs ni les Gentils ne doivent se vanter » devant Dieu de leur naissance physique… car tous ensemble, nous partageons une naissance, une chair et un sang, provenant des tout  premiers et très saints ancêtres. Nul ne peut reprocher à l'autre quelque singularité sans s'impliquer lui-même à la même occasion. » (148).

Dans Des Juifs et de leurs mensonges, Luther avance un certain nombre d'accusations contre les Juifs :
- « En premier lieu, ils diffament notre Seigneur Jésus Christ, le nommant sorcier et outil du diable[31]. Ils le font, car ils ne peuvent nier ses miracles. Ainsi, ils imitent leurs aïeux qui disaient « Il chasse les démons par Belzébuth, le prince des démons » [Luc 11:15][32]. »

## AprèsDes Juifs et de leurs mensonges

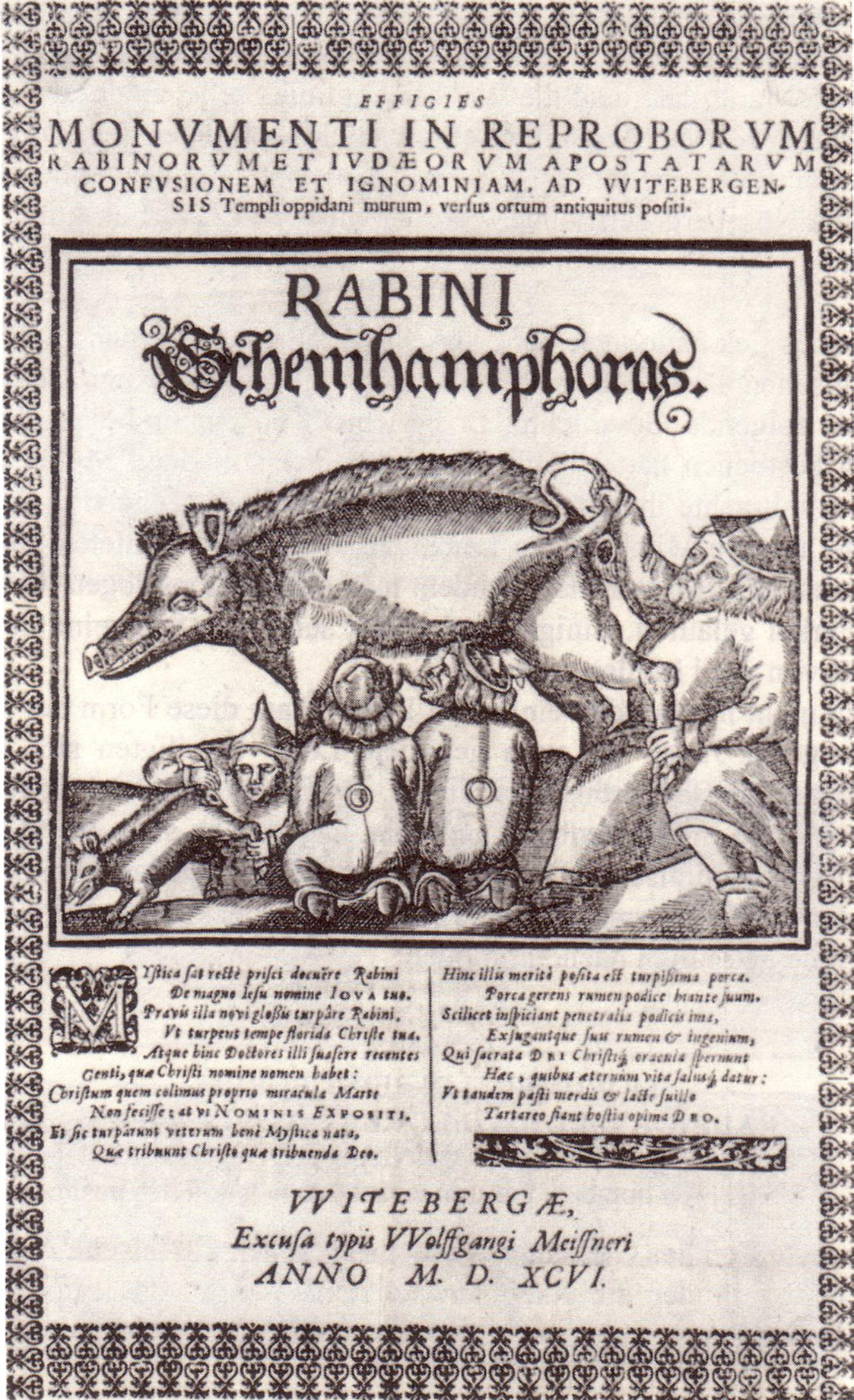
Judensau - Vom Schem Hamphoras

Plusieurs mois après la publication de Des Juifs et de leurs mensonges, Luther écrit Vom Schem Hamphoras und das Geschlecht Christi (Du nom de Hamphoras et de la lignée du Christ), dans lequel il assimile les Juifs avec le Diable :
« Ici à Wittenberg, dans notre église paroissiale, il y a une truie sculptée dans la pierre, sous laquelle sont étendus des jeunes cochons et des Juifs qui sont en train de téter, et derrière la truie se tient un rabbin qui soulève la patte droite de la truie, se dresse derrière la truie, se penche et regarde avec grand effort le Talmud sous la truie, comme s'il voulait lire et voir quelque chose de très difficile et d'exceptionnel ; il n'y a aucun doute, ils ont reçu leur Chem Hamphoras de cet endroit. »
« Quand Judas s'est pendu et que ses intestins ont jailli et, comme cela se produit dans de telles circonstances, que sa vessie aussi éclata, les Juifs étaient prêts à recueillir l'eau et les autres choses précieuses, et puis ils s'en sont gavés et en ont bu avidement entre eux, et ils étaient alors dotés d'une telle finesse de vue qu'ils ont pu percevoir des commentaires dans les Saintes Écritures que ni Matthieu ni Isaïe eux-mêmes… n'auraient été capables de détecter, ou peut-être regardaient-ils dans le cul de leur Dieu Shed, et ont trouvé ces choses écrites dans ce trou fumant. »
« Le Diable s'est calmé et a de nouveau rempli sa panse ; ceci est une véritable bénédiction pour les Juifs et ceux qui désirent être Juifs, à embrasser, à s'engraisser, à déglutir et à adorer ; et puis le Diable à son tour dévore et boit goulûment ce que ces bons élèves dégorgent et éjectent par le haut et par le bas. »
« Le diable avec son groin angélique, dévore ce qui est sécrété des ouvertures orales et anales des Juifs ; ceci est en effet son plat favori, dont il se gave comme une truie derrière la haie. »

## L'influence des opinions de Luther

### XVIeetXVIIesiècles
En 1543, le prince-électeur Jean Frédéric de Saxe révoque certaines concessions données à Josel de Rosheim en 1539. Johann de Küstrin, margrave de Neumark, abroge les sauf-conduits des Juifs sur ses territoires. Philippe de Hesse ajoute des restrictions à son Ordre Concernant les Juifs. Aucun souverain n'essaye de mettre en application toutes les recommandations de Luther.
Dans les années 1570, le pasteur Georg Nigrinus publie L'Ennemi juif, qui réitère le programme de Luther contenu dans  Des Juifs et de leurs mensonges, et Nikolaus Selnecker, un des auteurs de la Konkordienformel (en latin, Formula concordiae ; en français, la Formule de Concorde), réimprime les livres de Luther Brief wider die Sabbather an einen guten Freund, Von den Jüden und iren Lügen, et Vom Schem Hamphoras. Paul Johnson indique que les partisans de Luther ont pillé Berlin en 1572 et que l'année suivante, les juifs étaient expulsés de toute la région.
Les traités de Luther contre les juifs sont de nouveau imprimés au début du XVIIe siècle à  Dortmund, où ils sont saisis par ordre de l'empereur Rodolphe II. En 1613 et 1617, ils sont publiés à Francfort-sur-le-Main en support au bannissement des juifs de Francfort et de Worms. Ces éditions sont les dernières publications populaires de ces œuvres avant celles du XXe siècle.

### Influence sur l'antisémitisme moderne
L'Église Évangélique Luthérienne aux États-Unis, dans un essai sur les relations entre Luther et les juifs, observe que « Au cours du temps, les écrits anti-juifs de Luther ont continué à être reproduits sous forme de pamphlets par les groupes néonazis et antisémites tels que le Ku Klux Klan ».
Le docteur Johannes Wallmann écrit dans la revue Lutheran Quarterly en 1987:  
« L'assertion que l'expression des sentiments anti-juifs de Luther ait eu une influence majeure et persistante au cours des siècles suivant la Réforme, et qu'il existe une continuité entre l'antijudaïsme protestant et l'antisémitisme moderne à caractère racial, est à présent largement répandue dans la littérature : depuis la Seconde Guerre mondiale, c'est devenu de façon compréhensible l'opinion dominante. »
Robert Michael, professeur émérite d'histoire européenne à l'Université du Massachusetts Dartmouth, observe que « Luther a écrit sur les juifs comme s'ils étaient une race qui ne peut pas se convertir réellement au christianisme. En effet, comme beaucoup d'auteurs chrétiens avant lui, Luther, en faisant des juifs le peuple du diable, leur interdit la conversion ». Michael note que dans un sermon le 25 septembre 1539, « Luther essayait de démontrer, à travers plusieurs exemples, que les Juifs ne pouvaient pas se convertir de façon permanente, et dans plusieurs passages de Des Juifs et de leurs mensonges, Luther apparaît rejeter la possibilité que les Juifs voudraient ou pourraient un jour se convertir ».
Franklin Sherman, éditeur du volume 47 de l'édition américaine des œuvres de Luther, dans lesquelles se trouve Des Juifs et de leurs mensonges, récuse également l'idée selon laquelle « l'antipathie de Luther à l'encontre des Juifs était de nature religieuse plutôt que raciale ». Les écrits de Luther contre les Juifs, explique-t-il ne sont pas « simplement un ensemble de jugements théologiques sérieux, pondérés et posés. Ses écrits sont pleins de rage et de haine contre « un groupe humain identifiable » et non juste contre un point de vue religieux. C'est contre ce groupe que ses propositions d'actions sont dirigées ».  Sherman affirme que Luther « ne peut pas être complètement dissocié de l'antisémitisme moderne ».
Au sujet du traité Des Juifs et de leurs mensonges, le philosophe allemand Karl Jaspers écrit : « Là, vous avez déjà l'ensemble du programme nazi ».
D'autres historiens affirment par contre que l'antisémitisme exprimé par Luther dans Des Juifs et de leurs mensonges est plutôt fondé sur la religion. Bainton annonce que la position de Luther était « entièrement religieuse et en aucun cas raciale. Le péché suprême pour lui, était le rejet persistant de la révélation de Dieu lui-même dans le Christ. Les souffrances séculaires des Juifs étaient par elles-mêmes une marque du mécontentement divin. Ils devaient être chassés et aller vers une terre à eux. C'était un programme de sionisme forcé. Mais si ce n'était pas possible, alors Luther recommandait que les Juifs vivent de la terre. Il proposait involontairement un retour aux conditions du haut Moyen Âge, quand les Juifs étaient dans l'agriculture. Chassés de leurs terres, ils étaient devenus commerçants. Chassés de leurs commerces, ils étaient devenus prêteurs d'argent. Luther voulait renverser le procédé et ainsi, par inadvertance, aurait accordé aux Juifs une position plus sécurisante que celle qu'ils avaient en son temps ».
Paul Halsall mentionne que les déclarations de Luther ont partiellement jeté les bases de l'antisémitisme racial du XIXe siècle en Europe : « quoique les commentaires de Luther semblent être proto-nazis, ils font plutôt  partie d'une tradition de l'antisémitisme chrétien médiéval. Bien qu'il y ait peu de doute que l'antisémitisme chrétien ait posé les bases culturelles et sociales de l'antisémitisme moderne, l'antisémitisme moderne est basé sur des notions pseudo-scientifiques de race.  Les nazis ont emprisonné et tué même des Juifs ethniques qui s'étaient convertis au christianisme : Luther aurait bien accueilli leur conversion ».
Dans son article Lutheran Quarterly, Wallmann mentionne que les traités de Luther Brief wider die Sabbather an einen guten Freund, Von den Jüden und iren Lügen, et Vom Schem Hamphoras étaient plus ou moins ignorés des antisémites de la fin du XVIIIe siècle et du début du XIXe. Il soutient que Johann Andreas Eisenmenger et son Le judaïsme démasqué, publié à titre posthume en 1711, a été « une source majeure pour les antisémites des XIXe et XXe siècles [et] renvoie les écrits anti-Juifs de Luther dans l'obscurité ». Dans son livre de 2000 pages, Eisenmenger ne mentionne d'ailleurs pas du tout Luther.

### Les nazis
La ligne de « filiation de l'antisémitisme » de Luther à Hitler est « facile à tracer » selon l'historienne américaine Lucy Dawidowicz. Dans son livre La Guerre contre les Juifs, 1933-1945, elle écrit que Luther et Hitler étaient tous deux obsédés par l'« univers démoniaque » habité par les Juifs, et que Hitler affirmait que le vrai Luther était le Luther âgé auteur de Des Juifs et de leurs mensonges.
Lucy Dawidowicz note que les similitudes entre les écrits antijuifs de Luther et l'antisémitisme moderne ne sont pas des coïncidences, car elles résultent d'une histoire commune de Judenhass (haine des Juifs) que l'on peut faire remonter jusqu'aux conseils de Haman à Assuérus. Bien que l'antisémitisme allemand moderne trouve aussi ses racines dans le nationalisme allemand et dans l'antisémitisme chrétien, elle soutient que l'une de ses causes provient de l'Église catholique sur laquelle s'est appuyé Luther.
Le professeur Robert Michael écrit que les historiens et théologiens qui essayent de nuancer les vues de Luther sur les Juifs, ignorent les implications meurtrières de l'antisémitisme. Pour Michael, il y a un « fort parallélisme » entre les idées de Luther et l'antisémitisme de la plupart des allemands luthériens pendant l'Holocauste. Comme les nazis, Luther mythifie les Juifs en diable. Ils ne peuvent être sauvés qu'en se convertissant au christianisme, mais leur hostilité rend cette idée inconcevable.
Les opinions de Luther sont largement répandues en Allemagne dans les années 1930, principalement à l'intérieur du parti nazi. Le Völkischer Beobachter cite le ministre de l'éducation d'Hitler, Bernhard Rust : « Depuis la mort de Martin Luther, aucun fils de notre peuple n'est réapparu comme tel. Il a été décidé que nous serons les premiers à être témoins de sa réapparition… Je pense que le temps est passé et que nous devons dorénavant dire les noms de Hitler et de Luther d'un même souffle. Ils sont faits tous les deux du même moule. [Schrot und Korn]. »
Hans Hinkel, responsable du magazine de la Ligue de Luther Deutsche Kultur-Wacht, et de la section de Berlin de la Kampfbund, rend hommage à Luther dans son discours de réception à la tête de la Section Juive et du département des films de la Chambre de la Culture et du ministère de la Propagande de Goebbels. « Avec ses actes et son attitude spirituelle, il a commencé le combat que nous allons continuer maintenant ; avec Luther, la révolution du sang germanique et le sentiment contre les éléments étrangers au Peuple ont commencé. Nous allons continuer et terminer son protestantisme ; le nationalisme doit faire de l'image de Luther, un combattant allemand, un exemple vivant « au-dessus des barrières des confessions » pour tous les camarades de sang germanique. »
Selon Daniel Goldhagen, l'évêque Martin Sasse, un des leaders protestants, a publié un résumé des écrits de Luther quelque temps après la nuit de Cristal, que Diarmaid MacCulloch, professeur d'histoire de l'église à l'université d'Oxford, considère n'avoir été qu'inspiré par Luther. Sasse « applaudit la mise à feu des synagogues et la coïncidence du jour », écrivant dans son introduction, « Le 10 novembre 1938, le jour anniversaire de la naissance de Luther, les synagogues brûlent en Allemagne. » Il conseille au peuple allemand de tenir compte des paroles du « plus grand antisémite de son temps, celui qui met en garde son peuple contre les Juifs. »
William Nichols, professeur d'études religieuses, raconte : « Au procès de Nuremberg, après la Seconde Guerre mondiale Julius Streicher, le fameux propagandiste nazi, éditeur de la revue hebdomadaire haineuse antisémite Der Stürmer, affirme que s'il doit être présent ici, accusé de telles charges, alors il doit en être de même pour Martin Luther. En lisant certains passages, il est difficile de ne pas être d'accord avec lui. Les propositions de Luther se lisent comme un programme pour les nazis. » C'est la phrase de Luther, « Les Juifs sont notre malheur, » qui sera répétée quelques siècles plus tard par Heinrich von Treitschke et apparaît comme devise sur la première page du Der Stürmer de Julius Streicher.
Certains historiens attribuent la Solution finale nazie directement à Martin Luther. D'autres réfutent ce point de vue, ne partageant pas d'une manière significative la thèse avancée par Shirer et d'autres.

### LeLuthertag
Au cours des festivités du Luthertag (le jour de Luther), les nazis accentuent leur connexion avec Luther, en se présentant à la fois comme des révolutionnaires nationalistes et comme les héritiers du passé traditionaliste germanique. Un article dans le Chemnitzer Tageblatt indique que « Le Peuple Allemand est uni non seulement par la loyauté et l'amour de la patrie, mais aussi par la vieille croyance germanique en Luther [Lutherglauben] ; une nouvelle époque de vie religieuse consciente et forte a vu le jour en Allemagne. »
Richard Steigmann-Gall écrit en 2003 dans son livre The Holy Reich : Nazi Conceptions of Christianity, 1919-1945 (Le Saint Reich : les conceptions nazies du christianisme, 1919-1945) :
« La direction de l'Union protestante épouse une vision similaire. Fahrenhorst, qui est au comité d'organisation du Luthertag, nomme Luther le premier Führer spirituel allemand qui parle à tous les Allemands sans tenir compte du clan ou de la religion. Dans une lettre à Hitler, Fahrenhorst rappelle à Hitler que ses Vieux Combattants étaient pour la plupart protestants et que c'était précisément dans les régions protestantes de notre Patrie que le nazisme trouvait sa plus grande force. Promettant que la célébration du Luthertag ne se transformera pas en manifestation confessionnelle, Fahrenhorst invite Hitler à devenir le patron officiel du Luthertag. Dans une correspondance ultérieure, Fahrenhorst ré-explique que la célébration de Luther pourrait d'une certaine façon servir à dépasser les limites confessionnelles : Luther est réellement, non seulement le fondateur d'une confession chrétienne, mais beaucoup plus. Ses idées ont eu un impact fructueux sur tout le christianisme en Allemagne. Précisément, en raison de la signification politique aussi bien que religieuse de Luther, le Luthertag doit servir de référence aussi bien pour l'Église que pour le peuple. »

## Réponses des Églises luthériennes auXXesiècleet auXXIesiècle
Le contenu antisémite des écrits de Luther a été répudié par de nombreuses Églises luthériennes de par le monde.   
En 1983, le synode du Missouri de l'Église luthérienne dénonce « l'attitude hostile » de Luther envers les Juifs. En 1994, le conseil des églises de l'Église luthérienne évangélique d'Amérique rejette dans une déclaration publique les écrits antisémites de Luther, disant : « Nous qui portons son nom et héritage, devons reconnaître avec peine les diatribes anti-judaïques contenues dans les articles tardifs de Luther. Nous rejetons ses invectives violentes comme l'on fait nombre de ses compagnons au XVIe siècle, et nous sommes dans une profonde et constante tristesse pour ses effets tragiques sur les générations ultérieures de Juifs ».  
En 1995, l'Église luthérienne évangélique du Canada fait une déclaration similaire, comme le fait en 1998, l'Église évangélique autrichienne. La même année, le synode du land de l'Église luthérienne évangélique de Bavière publie une déclaration indiquant qu'il est impératif pour l'Église Luthérienne, qui sait être redevable du travail et de la tradition de Martin Luther, de prendre au sérieux aussi ses déclarations antisémites, de reconnaître leurs fonctions théologiques et de réfléchir à leurs conséquences. En revanche, elle doit prendre ses distances vis-à-vis de toute expression d'antijudaïsme dans la théologie luthérienne".
Une déclaration forte est issue de The Lutheran Evangelical Protestant Church [LEPC/EPC/GCEPC] (Église protestante évangélique luthérienne) des États-Unis déclarant: « Le peuple juif est le peuple élu de Dieu. Les croyants doivent les bénir comme les Écritures disent que Dieu bénira ceux qui bénissent Israël et maudira ceux qui maudissent Israël. L'Église désavoue et renonce aux œuvres et mots de Martin Luther concernant le peuple juif. Des prières sont faites pour la cicatrisation des douleurs du peuple juif, sa paix et sa prospérité. Des prières sont faites pour la paix de Jérusalem. Avec une grande tristesse et des regrets, une repentance est offerte au peuple juif pour le mal que Martin Luther a causé. Le pardon est demandé au peuple juif pour ces actions. Les Évangiles sont tout d'abord pour les Juifs et ensuite les Gentils (les croyants en Christ). Les Gentils ont été greffés à la vigne. Dans le Christ, il n'y a ni Juif ni Gentil, mais le désir du Seigneur est qu'il n'y ait qu'un seul nouvel homme, car le Christ a rompu le mur de séparation avec Son propre corps. (Éphésiens 2:14-15).Le LEPC/EPC/GCEPC bénit Israël et le peuple juif. »
En décembre 2017, dans une « déclaration fraternelle du protestantisme au judaïsme », la Fédération protestante de France prend officiellement ses distances avec la « violence insoutenable » et le « caractère inadmissible » de certains écrits de Martin Luther. Dans son intervention, lors de la cérémonie, le grand rabbin de France Haïm Korsia évoque les affinités qui existent entre protestantisme et judaïsme en particulier de par leur condition de minorité, leur « tradition interprétative des Écritures » et leur commune défense du « principe de laïcité ».

## Les mots de Luther et les historiens
L'historien luthérien anglican Gordon Rupp écrit:

« L'antagonisme de Luther envers les Juifs est à l'opposé de la doctrine nazie de 'Race'. Elle était fondée sur un antisémitisme catholique médiéval envers le peuple qui a crucifié le Rédempteur, tourné le dos à leur mode de vie et dont l'existence même au milieu de la société chrétienne était considérée comme un reproche et un blasphème. Luther n'est qu'un petit chapitre dans le large volume des inhumanités chrétiennes à l'encontre du peuple juif […] Il n'est pas besoin de le dire, mais il n'y a aucune trace de relation entre Luther et Hitler. Je suppose qu'Hitler n'a jamais lu une page de Luther. Le fait que lui et d'autres nazis aient appelé Luther à leur côté ne prouve rien de plus que le fait qu'ils aient aussi compté Dieu tout puissant parmi leurs supporters. Hitler mentionne Luther une seule fois dans Mein Kampf dans un contexte insignifiant. »

Cependant, William L. Shirer note dans La Montée et la chute du Troisième Reich:

« Il est difficile de comprendre le comportement de la plupart des protestants allemands durant les premières années du nazisme si on ne prend pas en compte deux choses : leur histoire et l'influence de Martin Luther. Le grand fondateur du protestantisme était à la fois un antisémite ardent et un partisan absolu de l'autorité politique. Il voulait une Allemagne débarrassée des Juifs. Le conseil de Luther a été littéralement suivi quatre siècles plus tard par Hitler, Goering et Himmler. »

Roland Bainton, historien des religions et biographe de Luther, écrit en référence à Des Juifs et de leurs mensonges: « On aurait espéré que Luther meure avant qu'il n'ait écrit ce pamphlet. Sa position est entièrement religieuse et en aucun cas raciale».  Richard Marius soutient qu'en faisant cette « déclaration », « Roland Bainton essaye de présenter Luther et sa vision des Juifs de la meilleure façon possible». 
La position de Bainton est reprise plus tard dans les écrits de James M. Kittelson concernant la correspondance de Luther avec l'érudit juif Josel de Rosheim : « Il n'y a pas d'antisémitisme dans sa réponse. De plus, Luther n'est jamais devenu antisémite dans le sens moderne et racial du terme. »
Paul Halsall remarque que : « dans ses lettres à Spalatin, on peut déjà voir que la haine de Luther pour les Juifs, plus particulièrement présente dans son traité de 1543 Des Juifs et de leurs mensonges, n'est pas due à une affection du grand âge, mais se trouve présente très tôt. Luther espérait que les Juifs se convertiraient à son christianisme purifié. Comme ils ne l'ont pas fait, il s'est retourné violemment contre eux. »
Gordon Rupp donne ce commentaire sur Des Juifs et de leurs mensonges : « Je confesse que je suis honteux, comme je suis honteux de certaines lettres de Saint-Jérome ou de certains paragraphes de Sir Thomas More, et de certains chapitres du Livre des Révélations, et je dois dire que leurs auteurs n'ont rien appris du Christ ».
Selon Heiko Oberman, « la base de l'antijudaïsme de Luther est sa conviction que jamais depuis l'apparition du Christ sur terre, les Juifs n'ont un futur comme Juifs ».
Richard Marius voit les remarques de Luther comme faisant partie d'un ensemble de déclarations similaires concernant différents groupes que Luther considérait comme ennemis du christianisme. Il note :  
« Bien que les Juifs pour lui ne fussent qu'un parmi les nombreux ennemis qu'il fustigeait avec une ferveur égale, bien qu'il n'ait pas sombré dans les horreurs de l'Inquisition espagnole contre les Juifs, et bien qu'il ne soit certainement pas à blâmer pour Hitler, la haine de Luther pour les Juifs est une partie triste et déshonorante de son héritage, et ce n'est pas un problème marginal. Elle repose au centre de son concept de religion. Il voit dans les Juifs une dépravation morale permanente qu'il ne voit pas chez les Catholiques. Il n'accuse pas les papistes des crimes dont il accuse les Juifs." »
Robert Waite dans sa psycho-histoire d'Hitler et de l'Allemagne nazie, consacre une section entière à l'influence de Luther sur Hitler et l'idéologie nazie. Il note que dans son Mein Kampf, Hitler se réfère à Martin Luther comme à un grand guerrier, un vrai homme d'État et un grand réformateur, à côté de Richard Wagner et de Frédéric le Grand. Waite cite Wilhelm Röpke, écrivant après l'Holocauste et qui concluait que « sans aucun doute, le luthéranisme a influencé l'histoire politique, spirituelle et sociale de l'Allemagne d'une façon qui, après observation minutieuse, peut être décrite seulement comme fatale ».
Waite compare aussi sa psychoanalyse avec la psycho-histoire d'Erik Erikson sur Luther, Luther jeune homme, et conclut que, si Luther avait vécu pendant les années 1930, il aurait très probablement dénoncé les persécutions des Juifs par les nazis, même si cela avait mis sa vie en danger, comme l'a fait Dietrich Bonhoeffer (un pasteur luthérien).
En 1988, le théologien luthérien Stephen Westerholm affirme que les attaques de Luther contre les Juifs faisaient partie de ses attaques contre l'Église catholique romaine et que Luther reprenait la critique par saint Paul des Pharisiens comme légaliste et hypocrite, à l'encontre de l'Église catholique. Westerholm rejette l'interprétation du judaïsme par Luther et son apparent antisémitisme, mais signale que quels que soient les problèmes qui existent dans les arguments de Saint-Paul et de Luther contre les Juifs, ce que saint Paul et plus tard Luther ont soutenu, était et continue d'être une vision importante du christianisme.

### Édition française
Martin Luther, Des Juifs et de leurs mensonges (1543). Édition critique, traduit de l'allemand par Johannes Honigmann, introduction et notes par Pierre Savy, Paris, Honoré Champion ("Bibliothèques d'études juives", 55), 2015  (ISBN 9782745328472)